# Saint-Martin-des-Champs (Cher)
Saint-Martin-des-Champs település Franciaországban, Cher megyében. Lakosainak száma 303 fő (2022. január 1.). Saint-Martin-des-Champs Argenvières, La Chapelle-Montlinard, Herry, Jussy-le-Chaudrier és Sancergues községekkel határos.

## Népesség
A település népessége az elmúlt években az alábbi módon változott:
| Lakosok száma | 445  | 356  | 331  | 340  | 325  | 307  | 304  | 300  | 295  | 303  |
|               | 1968 | 1982 | 1999 | 2006 | 2011 | 2015 | 2017 | 2018 | 2020 | 2022 |